# La Liga 2012/2013
La Liga 2012/2013 var den 82:a upplagan av Spaniens högsta liga i fotboll för herrar. Säsongen började den 18 augusti 2012, och avslutades den 1 juni 2013. Barcelona vann ligan för 22:a gången. Ligan säkrades den 11 maj 2013 efter att tvåan Real Madrid spelade 1–1 borta mot Barcelonas lokalkonkurrenter RCD Espanyol. Barcelona slutade till sist på 100 poäng, vilket gjorde att man tangerade Real Madrids poängrekord från säsongen 2011/2012.

## Lagen
Deportivo La Coruña, Celta Vigo och Real Valladolid var nykomlingar den här säsongen efter att slutat på första, andra respektive tredje plats i Segunda División säsongen 2011/2012. 
Nedflyttade var Villarreal CF, Sporting Gijón och Racing Santander efter att ha slutat på de tre sista platserna i La Liga 2011/2012. 

### Arenor
| Lag                 | Ort               | Arena                     | Publikkapacitet |
| ------------------- | ----------------- | ------------------------- | --------------- |
| Athletic Bilbao     | Bilbao            | San Mamés                 | 39 750          |
| Atlético Madrid     | Madrid            | Vicente Calderón          | 54 851          |
| CA Osasuna          | Pamplona          | El Sadar                  | 19 553          |
| Celta Vigo          | Vigo              | Estadio de Balaídos       | 31 800          |
| Deportivo La Coruña | A Coruña          | Riazor                    | 34 600          |
| FC Barcelona        | Barcelona         | Camp Nou                  | 99 354          |
| Getafe CF           | Getafe            | Coliseum Alfonso Pérez    | 17 700          |
| Granada CF          | Granada           | Los Cármenes              | 22 524          |
| Levante UD          | Valencia          | Estadi Ciutat de València | 25 534          |
| Málaga CF           | Málaga            | La Rosaleda               | 28 963          |
| Rayo Vallecano      | Madrid            | Campo de Vallecas         | 15 489          |
| RCD Espanyol        | Barcelona         | Cornellà-El Prat          | 40 500          |
| RCD Mallorca        | Palma de Mallorca | Iberostar Estadi          | 23 142          |
| Real Betis          | Sevilla           | Benito Villamarín         | 52 745          |
| Real Madrid         | Madrid            | Santiago Bernabéu         | 80 354          |
| Real Sociedad       | San Sebastián     | Anoeta                    | 32 076          |
| Real Valladolid     | Valladolid        | Estadio José Zorrilla     | 26 512          |
| Real Zaragoza       | Zaragoza          | La Romareda               | 34 596          |
| Sevilla FC          | Sevilla           | Ramón Sánchez Pizjuán     | 45 500          |
| Valencia CF         | Valencia          | Mestalla                  | 55 000          |

### Klubbinformation
Precis som föregående år förser Nike den officiella matchbollen till alla matcher.
| Lag                 | Ordförande               | Huvudtränare          | Lagkapten          | Ställ-tillverkare | Tröjsponsor                      |
| ------------------- | ------------------------ | --------------------- | ------------------ | ----------------- | -------------------------------- |
| Athletic Bilbao     | Josu Urrutia             | Marcelo Bielsa        | Carlos Gurpegui    | Umbro             | Petronor                         |
| Atlético Madrid     | Enrique Cerezo           | Diego Simeone         | Gabi               | Nike              | Azerbajdzjan, Huawei och Kyocera |
| Barcelona           | Sandro Rosell            | Tito Vilanova         | Carles Puyol       | Nike              | Qatar Foundation och Unicef      |
| Betis               | Miguel Guillén           | Pepe Mel              | Juanma             | Macron            | Cirsa                            |
| Celta Vigo          | Carlos Mouriño           | Paco Herrera          | Borja Oubiña       | Li Ning           | Citroën och Estrella Galicia     |
| Deportivo La Coruña | Augusto César Lendoiro   | Fernando Vázquez      | Manuel Pablo       | Lotto             | Estrella Galicia                 |
| Espanyol            | Ramon Condal             | Javier Aguirre        | Cristian Álvarez   | Puma              | Cancún                           |
| Getafe              | Ángel Torres             | Luis García Plaza     | Jaime Gavilán      | Joma              | Confremar                        |
| Granada             | Quique Pina              | Lucas Alcaraz         | Manuel Lucena      | Luanvi            | Caja Granada                     |
| Levante             | Quico Catalán            | Juan Ignacio Martínez | Sergio Ballesteros | Kelme             | Comunitat Valenciana             |
| Málaga              | Schejk Abdullah Al Thani | Manuel Pellegrini     | Jesús Gámez        | Nike              | UNESCO                           |
| Mallorca            | Lorenzo Serra Ferrer     | Gregorio Manzano      | Nunes              | Macron            | Riveira Maya                     |
| Osasuna             | Miguel Archanco          | José Luis Mendilibar  | Francisco Puñal    | Astore            | Lacturale                        |
| Rayo Vallecano      | Raúl Martín Presa        | Paco Jémez            | Piti               | Erreà             | AE                               |
| Real Madrid         | Florentino Pérez         | José Mourinho         | Iker Casillas      | Adidas            | Bwin                             |
| Real Sociedad       | Jokin Aperribay          | Philippe Montanier    | Xabi Prieto        | Nike              | Canal+ och Kutxa                 |
| Sevilla             | José María del Nido      | Unai Emery            | Andrés Palop       | Umbro             | Interwetten                      |
| Valencia            | Vicente Andreu           | Ernesto Valverde      | Roberto Soldado    | Joma              | JinKO Solar                      |
| Valladolid          | Carlos Suárez            | Miroslav Ðukić        | Javier Baraja      | Kappa             |                                  |
| Zaragoza            | Fernando Molinos         | Manolo Jiménez        | Javier Paredes     | Mercury           | Proniño                          |

## Tabell
| Nr | Lag                 | S  | V  | O  | F  | GM  | IM | MS  | P   |
| -- | ------------------- | -- | -- | -- | -- | --- | -- | --- | --- |
| 1  | Barcelona           | 38 | 32 | 4  | 2  | 115 | 40 | +75 | 100 |
| 2  | Real Madrid (RL)    | 38 | 26 | 7  | 5  | 103 | 42 | +61 | 85  |
| 3  | Atlético Madrid     | 38 | 23 | 7  | 8  | 65  | 31 | +34 | 76  |
| 4  | Real Sociedad       | 38 | 18 | 12 | 8  | 70  | 49 | +21 | 66  |
| 5  | Valencia            | 38 | 19 | 8  | 11 | 67  | 54 | +13 | 65  |
| 6  | Málaga              | 38 | 16 | 9  | 13 | 53  | 50 | +3  | 57  |
| 7  | Real Betis          | 38 | 16 | 8  | 14 | 57  | 56 | +1  | 56  |
| 8  | Rayo Vallecano      | 38 | 16 | 5  | 17 | 50  | 66 | −16 | 53  |
| 9  | Sevilla             | 38 | 14 | 8  | 16 | 58  | 54 | +4  | 50  |
| 10 | Getafe              | 38 | 13 | 8  | 17 | 43  | 57 | −14 | 47  |
| 11 | Levante             | 38 | 12 | 10 | 16 | 40  | 57 | −17 | 46  |
| 12 | Athletic Bilbao     | 38 | 12 | 9  | 17 | 44  | 65 | −21 | 45  |
| 13 | Espanyol            | 38 | 11 | 11 | 16 | 43  | 52 | −9  | 44  |
| 14 | Valladolid          | 38 | 11 | 10 | 17 | 49  | 58 | −9  | 43  |
| 15 | Granada             | 38 | 11 | 9  | 18 | 37  | 54 | −17 | 42  |
| 16 | Osasuna             | 38 | 10 | 9  | 19 | 33  | 50 | −17 | 39  |
| 17 | Celta de Vigo       | 38 | 10 | 7  | 21 | 37  | 52 | −15 | 37  |
| 18 | Deportivo La Coruña | 38 | 8  | 11 | 19 | 47  | 70 | −23 | 35  |
| 19 | Zaragoza            | 38 | 9  | 7  | 22 | 37  | 62 | −25 | 34  |
| 20 | Mallorca            | 38 | 8  | 9  | 21 | 39  | 73 | −34 | 33  |